# Challenger Cup féminine de volley-ball 2019
Navigation
2018 2022
La Coupe Challenge féminine de volley-ball 2019 (en anglais : 2019 Volleyball Women's Challenger Cup) est la 2e édition de la Challenger Cup féminine de volley-ball, compétition organisée par la FIVB se déroulant à Lima (Pérou) du 26 au 30 juin 2019. Le vainqueur du tournoi est directement qualifié pour la Ligue des nations 2022 en remplacement de l'équipe de Bulgarie classée dernière équipe Challenger de la Ligue des nations 2019.

## Qualification
Un total de six équipes se qualifient pour le tournoi.
| Pays      | Confédération | Qualifié en tant que                         | Qualifié le  | Apparitions précédentes | Apparitions précédentes | Apparitions précédentes | Meilleure performance |
| Pays      | Confédération | Qualifié en tant que                         | Qualifié le  | Total                   | Première                | Dernière                | Meilleure performance |
| --------- | ------------- | -------------------------------------------- | ------------ | ----------------------- | ----------------------- | ----------------------- | --------------------- |
| Taïwan    | AVC           | Équipe avec le meilleur classement AVC       | 12 juin 2019 | 0                       | Aucune participation    | Aucune participation    | Aucune participation  |
| Tchéquie  | CEV           | Équipe vainqueur de la Ligue européenne 2019 | 22 juin 2019 | 0                       | Aucune participation    | Aucune participation    | Aucune participation  |
| Croatie   | CEV           | Finaliste de la Ligue européenne 2019        | 22 juin 2019 | 0                       | Aucune participation    | Aucune participation    | Aucune participation  |
| Argentine | CSV           | Équipe avec le meilleur classement CSV       | 12 juin 2019 | 0                       | Aucune participation    | Aucune participation    | Aucune participation  |
| Canada    | NORCECA       | Vainqueur des qualifications NORCECA,        | 2 juin 2019  | 0                       | Aucune participation    | Aucune participation    | Aucune participation  |
| Pérou     | CSV           | Pays hôte                                    | 17 juin 2019 | 1                       | 2018                    | 2018                    | 4e place (2018)       |

## Format
Les équipes sont réparties en deux poules de trois selon le principe du serpentin en suivant le Classement de la Fédération internationale de volley-ball au 21 octobre 2018. La FIVB se réserve le droit de déclarer le pays hôte (Pérou) tête de série de la poule A.

Les deux premières équipes de chaque poule se rencontrent sous forme de demi-finales et finale (le 1er de la Poule A rencontre le 2e de la Poule B et le 2e de la Poule A rencontre le 1er de la Poule B).

Le classement mondial de chaque équipe est indiqué entre parenthèses (excepté celui du Pérou qui est 27e).
| Poule A (rang FIVB) | Poule B (rang FIVB) |
| ------------------- | ------------------- |
| Pérou (hôte)        | Argentine (11)      |
| Tchéquie (24)       | Canada (18)         |
| Croatie (30)        | Taïwan (33)         |

## Lieu
| Tous les matches       |
| ---------------------- |
| Lima, Pérou            |
| Coliseo Manuel Bonilla |
| Capacité : 6 500       |

## Phase de poules
Le classement de chaque se fait de la façon suivante :
1. plus grand nombre de victoires ;
2. plus grand nombre de points ;
3. plus grand ratio de sets pour/contre ;
4. plus grand ratio de points pour/contre ;
5. Résultat de la confrontation directe ;
6. si, après l’application des critères 1 à 5, plusieurs équipes sont toujours à égalité, les critères 1 à 5 sont à nouveau appliqués exclusivement aux matches entre les équipes concernées afin de déterminer leur classement final.

Rappel – Une équipe marque :
- 3 points pour une victoire sans tie-break (colonne G) ;
- 2 points pour une victoire au tie-break (Gt) ;
- 1 point pour une défaite au tie-break (Pt) ;
- 0 point pour une défaite sans tie-break (P) ;
Tous les horaires sont en heure locale (UTC−05:00)

### Poule A

#### Classement
| # | Équipe   | Pts | J | G | Gt | Pt | P | Sp | Sc | Ratio | Pp  | Pc  | Ratio |
| 1 | Tchéquie | 6   | 2 | 2 | 0  | 0  | 0 | 6  | 2  | 3     | 194 | 160 | 1.213 |
| 2 | Croatie  | 3   | 2 | 1 | 0  | 0  | 1 | 4  | 4  | 1     | 168 | 189 | 0.889 |
| 3 | Pérou    | 0   | 2 | 0 | 0  | 0  | 2 | 2  | 6  | 0.333 | 186 | 199 | 0.935 |

### Poule B

#### Classement
| # | Équipe    | Pts | J | G | Gt | Pt | P | Sp | Sc | Ratio | Pp  | Pc  | Ratio |
| 1 | Canada    | 6   | 2 | 2 | 0  | 0  | 0 | 6  | 0  | MAX   | 150 | 116 | 1.293 |
| 2 | Argentine | 3   | 2 | 1 | 0  | 0  | 1 | 3  | 3  | 1     | 142 | 140 | 1.014 |
| 3 | Taïwan    | 0   | 2 | 0 | 0  | 0  | 2 | 0  | 6  | 0     | 114 | 150 | 0.76  |

## Phase finale
|  | Demi-finales   | Demi-finales   |                        |   | Finale         | Finale         |
|  | Demi-finales   | Demi-finales   |                        |   | Finale         | Finale         |
|  |                |                |                        |   |                |                |
|  | 29 juin à 17 h | 29 juin à 17 h |                        |   | 30 juin à 20 h | 30 juin à 20 h |
|  | 29 juin à 17 h | 29 juin à 17 h |                        |   | 30 juin à 20 h | 30 juin à 20 h |
|  | Tchéquie       | 3              |                        |   | 30 juin à 20 h | 30 juin à 20 h |
|  | Tchéquie       | 3              |                        |   | 30 juin à 20 h | 30 juin à 20 h |
|  | Argentine      | 0              |                        |   | 30 juin à 20 h | 30 juin à 20 h |
|  | Argentine      | 0              | Tchéquie               | 2 |                |                |
|  | 29 juin à 20 h |                | Tchéquie               | 2 |                |                |
|  |                | Canada         | 3                      |   |                |                |
|  | Canada         | Canada         | 3                      | 3 |                |                |
|  | Canada         |                |                        | 3 |                |                |
|  | Croatie        | 0              |                        |   |                |                |
|  | Croatie        | 0              | Match pour la 3e place |   |                |                |
|  |                |                |                        |   |                |                |
|  | 30 juin à 17 h |                |                        |   |                |                |
|  |                |                |                        |   |                |                |
|  | Argentine      | 3              |                        |   |                |                |
|  | Argentine      | 3              |                        |   |                |                |
|  | Croatie        | 0              |                        |   |                |                |
|  | Croatie        | 0              |                        |   |                |                |

## Classement final
| Rang               | Équipe    |
| ------------------ | --------- |
| Médaille d'or      | Canada    |
| Médaille d'argent  | Tchéquie  |
| Médaille de bronze | Argentine |
| 4                  | Croatie   |
| 5                  | Pérou     |
| 6                  | Taïwan    |

- Qualifiée pour la Ligue des nations 2022.